# Sericopelma commune
Sericopelma commune é uma espécie de aranha pertencente à família Theraphosidae (tarântulas).